# Executieoord Rieme-Oostakker

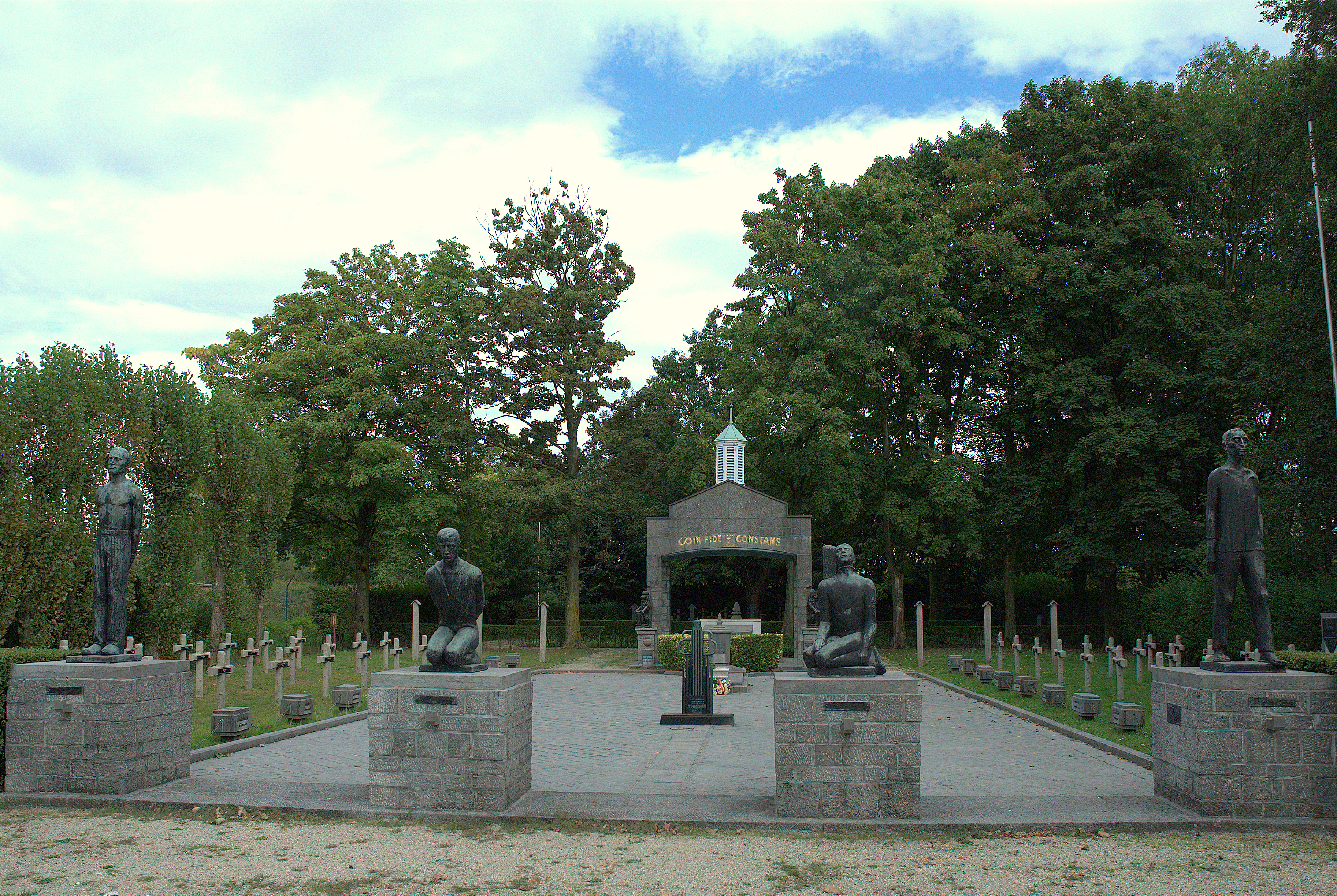
Het executieoord te Oostakker

Het Executieoord Rieme-Oostakker is de plaats in de Gentse deelgemeente Oostakker waar 66 verzetsstrijders tussen 8 februari 1943 en 24 augustus 1944 door de Duitse bezetter werden geëxecuteerd.
Hier wordt ook de herinnering levend gehouden aan de 20 verzetslieden die omkwamen op de executieplaats van Rieme. Dat terrein moest in 1998 verdwijnen omwille van de aanleg van het Kluizendok van de Gentse haven. Het geheel is overgebracht naar het grensgebied tussen Oostakker en Lochristi.
De executies werden in het geheim voltrokken en de slachtoffers werden anoniem begraven. Een aantal van de in Rieme gedode verzetsstrijders werd teruggevonden in een massagraf in Hechtel-Eksel. Bovendien werden er ook Duitse militairen en Belgische criminelen gefusilleerd. Door deze omstandigheden is het nog steeds onduidelijk hoeveel mensen er de dood vonden. Na de Bevrijding werd het massagraf in Oostakker blootgelegd. De slachtoffers werden geïdentificeerd en in hun woonplaatsen begraven. De kruisjes op het terrein hebben dus een symbolische betekenis. Toch is het executieoord ook een begraafplaats: in 1952 werden de overblijfselen bijgezet van 15 in München onthoofde West-Vlaamse politieke gevangenen. 
Op het terrein staat een treinwagon waarmee honderden Belgen naar concentratiekampen in Duitsland en Polen werden gedeporteerd. Het executieoord werd in 1966 beschermd als landschap.
In 2009 schreef historicus Tim De Craene het boek Terechtgesteld over de geschiedenis van de executieoorden Rieme en Oostakker. Jaarlijks wordt op de tweede zondag van mei een herdenkingsplechtigheid georganiseerd.

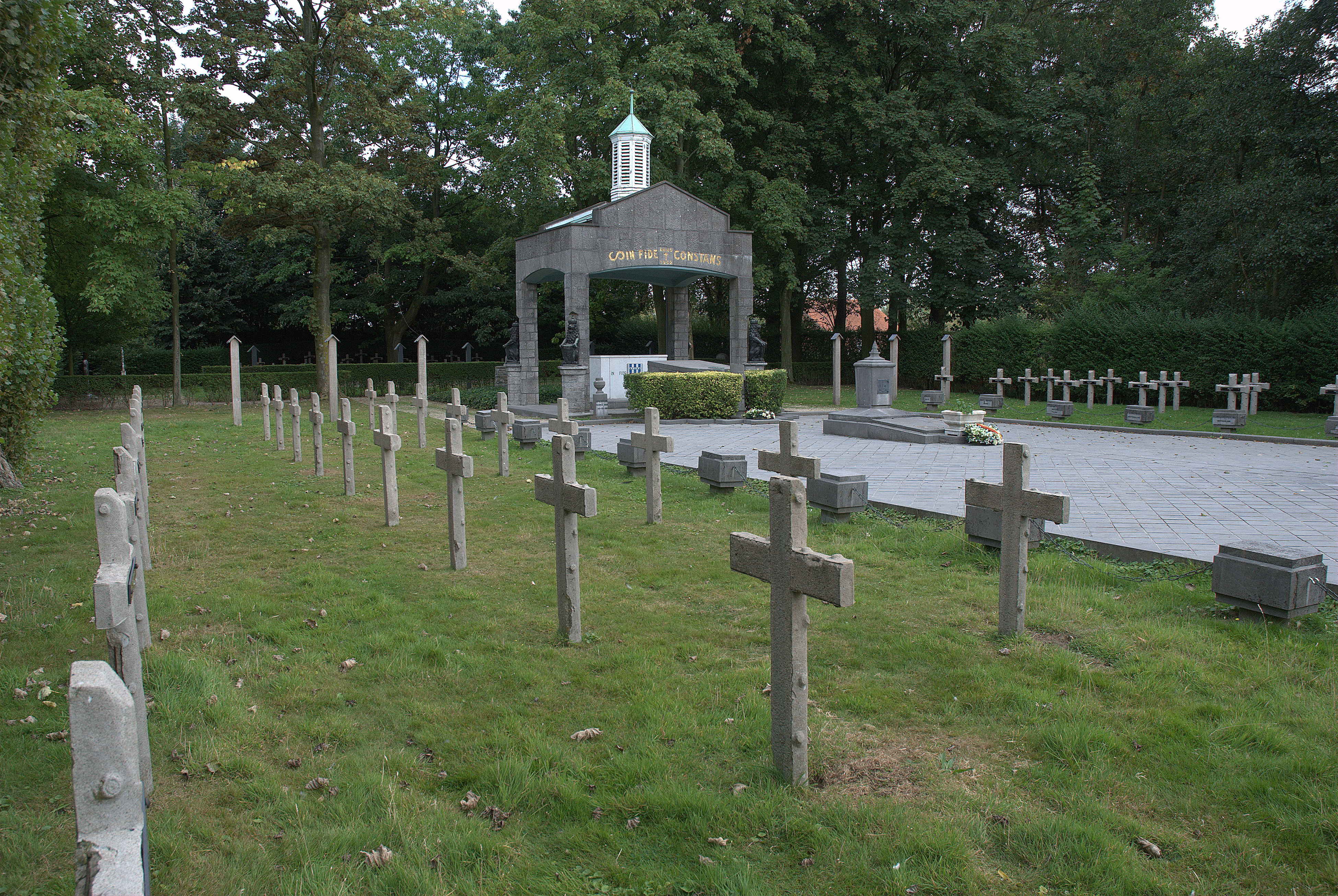
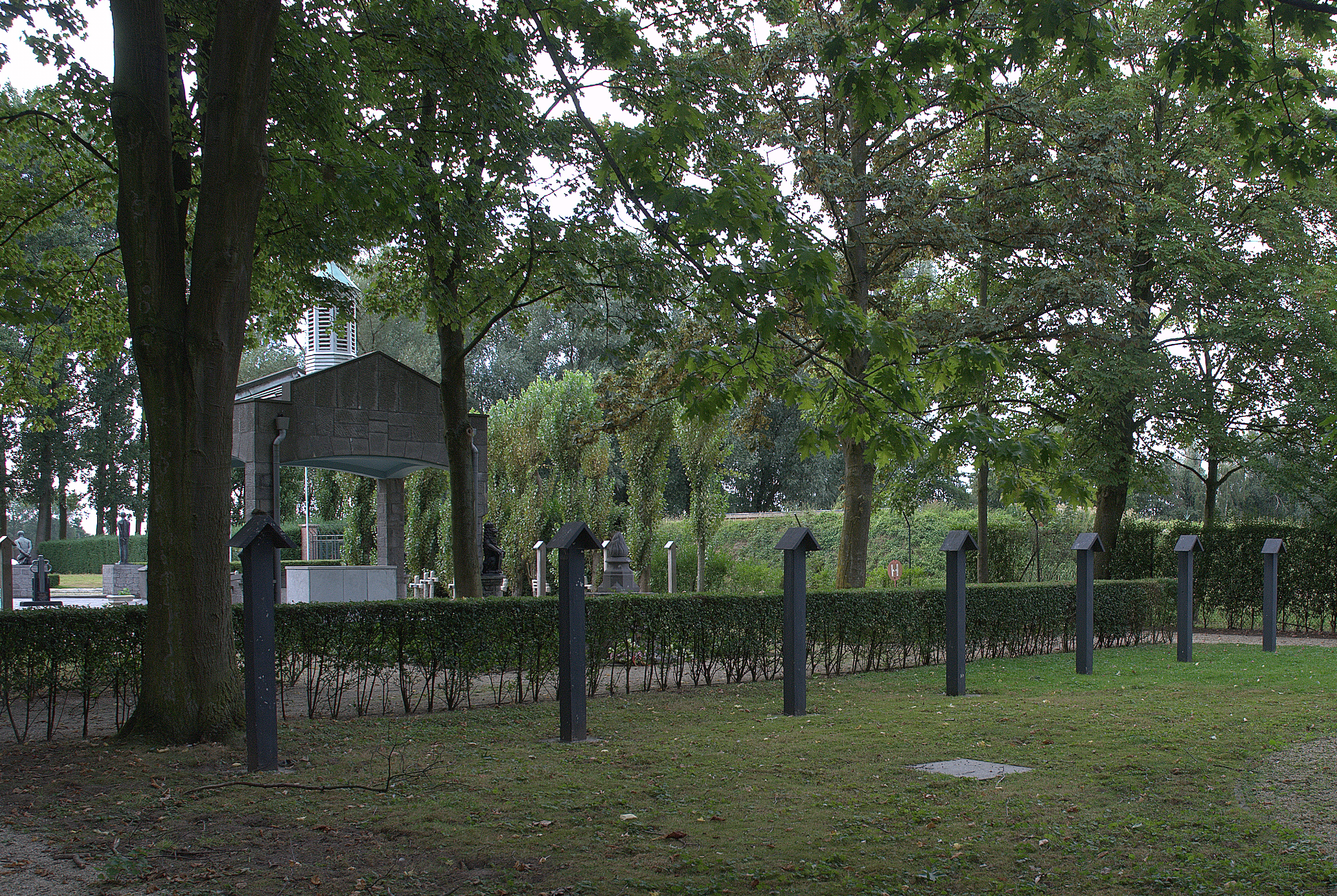
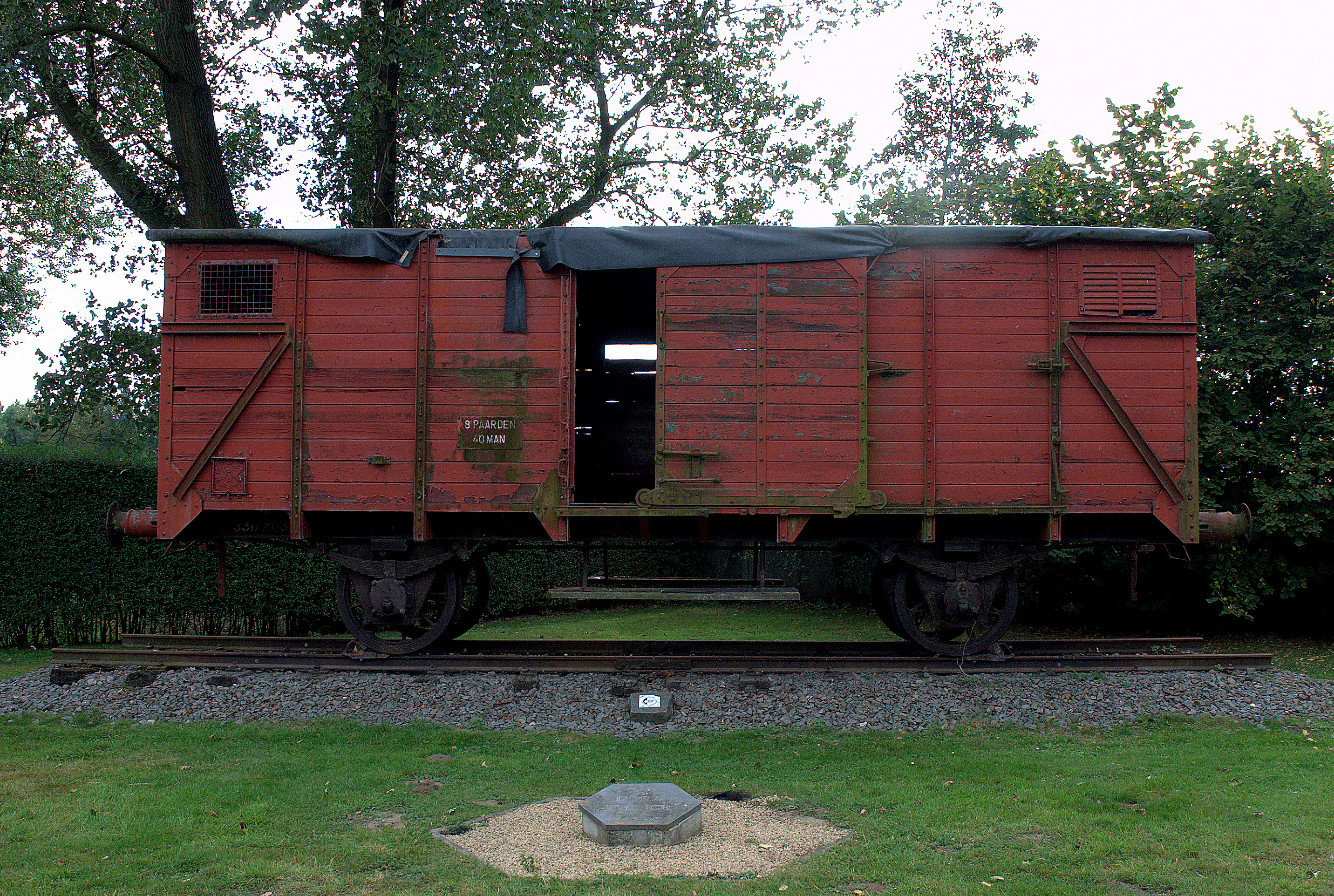
De deportatiewagon
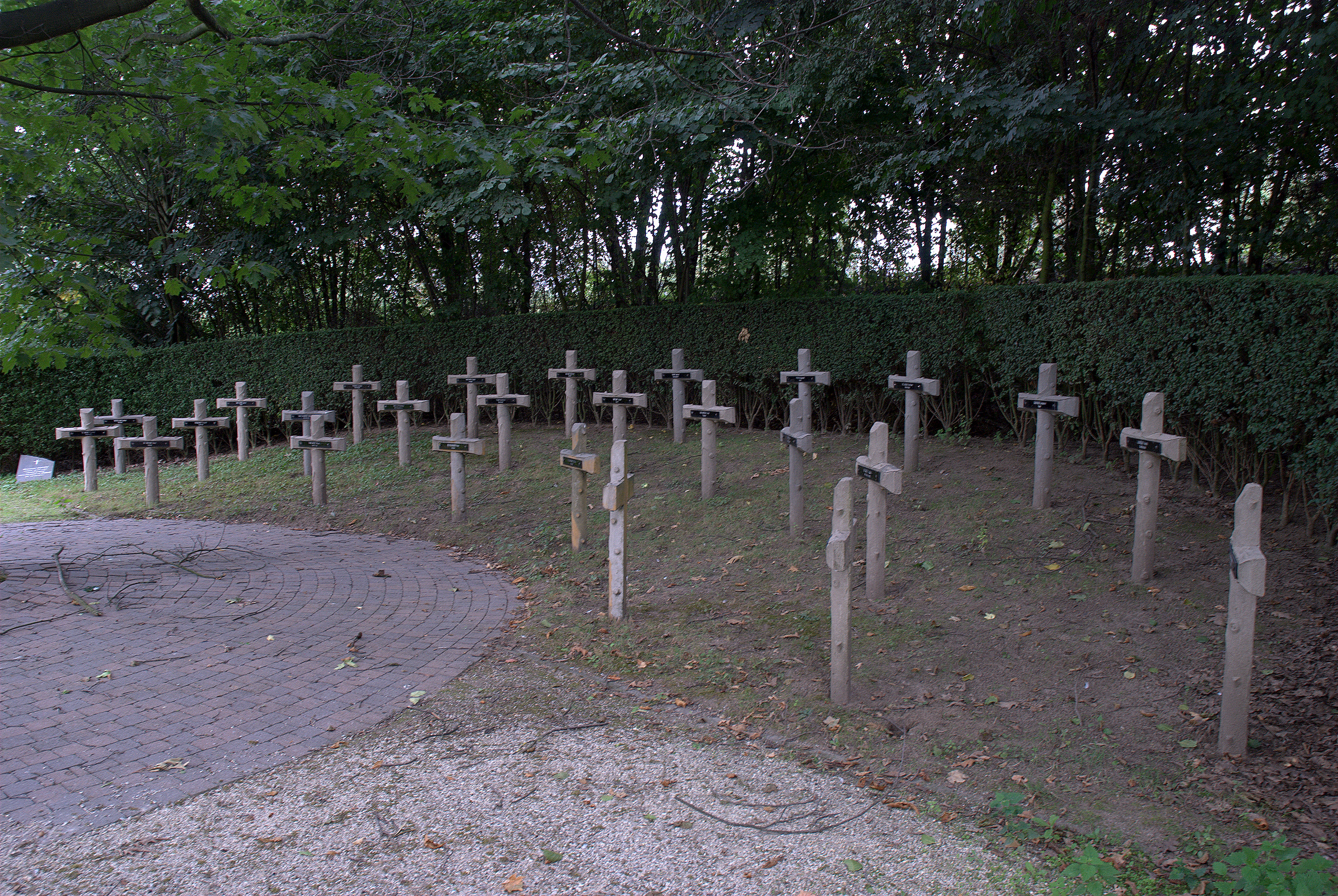